# Хохолков, Николай Иванович
Николай Иванович Хохолков (род. 3 июля 1938, село Таволжан, Казахская ССР) — советский и российский актёр оперетты (баритон), народный артист РСФСР (1991).

## Биография
Николай Иванович Хохолков родился 3 июля 1938 года в селе Таволжан Лазовского района (сейчас Успенский район) Казахской ССР в семье плотника Ивана Емельяновича и домохозяйки Полины Ивановны. В 1958 году окончил Свердловское техническое училище № 1. Работал на заводе «Уралмаш» слесарем-теплотехником паровых турбин. Одновременно занимался на вечерних курсах теноров. 
В 1958—1959 годах выступал в хоре Свердловской филармонии. В 1959—1961 годах пел в хоре Свердловского театра музыкальной комедии.
В 1961 году перешёл в Иркутский театр музыкальной комедии (сейчас Иркутский областной музыкальный театр имени Н. М. Загурского). Выступал на сцене в амплуа опереточного простака. Затем его амплуа расширилось от комедийных, острохарактерных до глубоких, наполненных внутренним драматическим накалом. За почти 60 лет служению театру сыграл более 200 ролей.
Избирался членом обкома профсоюзов, был депутатом нескольких созывов Октябрьского районного Совета народных депутатов. 

## Награды и премии
- Заслуженный артист РСФСР (25.09.1973).
- Орден «Знак Почёта» (22.08.1986).
- Народный артист РСФСР (2.12.1991)[2].
- Почётный гражданин Иркутской области (2005).

## Работы в театре
- «Севастопольский вальс» К. Листов — Генка Бессмертный
- «Сильва» И. Кальман — Бони, Ферри
- «Марица» И. Кальман — Зупан, Мориц
- «Последний чардаш» И. Кальман — Янко
- «Цыганский барон» И. Штраус — Стефан
- «Летучая мышь» И. Штраус — Фальк, Франк
- «Голубая мазурка» Ф. Легар — Адоляр
- «Холопка» Н. Стрельников — Кутайсов
- «Бабий бунт» Е. Птичкин — Стешка
- «Женитьба гусара» Г. Гладков — Лоскутов
- «Свадьба в Малиновке» А. Александров — Яшка-артиллерист
- «Дорогая Памела» М. Самойлов — Сол Бозо
- «Герцогиня Герольштейнская» Ж. Оффенбах — Бук
- «Званый вечер с итальянцами» Ж. Оффенбах — Шуфлери
- «Дачный роман» А. Колкер — Вадим Петрович
- «Дамы и гусары» А. Солин — майор
- «Лоза счастья» Г. Цабадзе — Агабо
- «Хелло, Долли» Дж. Герман — Горас
- «Иисус Христос – суперзвезда» Э. Уэббер — Кайафа
- «Полярная звезда» В. Е. Баснер — Тимур Петраков
- «Москва-Париж-Москва» В. Мурадели — Вася
- «Пенелопа» А. Журбин — Одиссей
- «Моя прекрасная леди» Ф. Лоу — Дулиттл
- «Проделки Ханумы» Г. Канчели — Микич
- «Белая акация» И. Дунаевский — Капитан-директор
- «Багдадский вор» Д. Тухманов — Дервиш
- «Быть женщиной - это прекрасно» — профессор
- «Бонни и Клайд» — Судья
- «Чао, мадонна!» — Доменико